# アイコンテーラー
アイコンテーラー（欧字名:Icon Tailor、2018年5月2日 - ）は、日本の競走馬。2023年のJBCレディスクラシックの勝ち馬である。
馬名の意味は、コンピューターで用いられる記号＋冠名。

## 経歴

### 2歳（2020年）
11月1日京都芝1400mの2歳新馬戦でデビューしたが終始後方追走のまま12着と大敗。続く2戦も着外に終わり、2歳シーズンを終える。

### 3歳（2021年）
5月9日新潟芝2000mの3歳未勝利戦では好位追走から早め先頭に立ったマテンロウアレスを差し切って4戦目で初勝利を挙げる。続く早苗賞では2番手追走から直線で抜け出して2勝目を挙げる。その後、重賞初挑戦となったラジオNIKKEI賞と9月のローズステークスでは共に8着と惨敗するが、10月9日の村上特別では2番手追走から逃げ粘るフローズンスタイルを交わすと後続に2馬身差をつけ3勝目となった。続く10月30日の魚沼ステークスでも1番人気に応えて勝利し、オープン入りを果たした。

### 4歳（2022年）
1月15日の愛知杯では道中軽快に逃げ、最後の直線で後続馬にかわされるも5着に粘った。続く関門橋ステークスと大阪城ステークスでは共に3着に入るも、その後のレースでは着外が続いた。12月10日の中日新聞杯では10番人気と低評価であったが、3番手追走からしぶとく脚を伸ばして3着と好走した。

### 5歳（2023年）
1月14日の愛知杯では道中2番手追走から4コーナーで抜け出しを図るも、アートハウスにかわされて2着。4か月休養の後、5月20日のメイステークスで12着と大敗を喫する。初のダート挑戦となった8月26日のBSN賞（L）では好位追走から4コーナーで先頭に立つと、最後は中団から脚を伸ばしてきたブルベアイリーデに2馬身差をつけオープン特別初勝利を挙げる。9月30日のシリウスステークスでは騎乗予定であった菱田裕二が負傷のため、団野大成に乗り替わったレースでは3・4番手追走から早め先頭に立つも、ハギノアレグリアスに差し切られ2着と惜敗する。11月3日のJBCレディスクラシックでは2番手追走から3コーナーで先頭に立つと最後はグランブリッジに4馬身差をつけ圧勝、JpnI初制覇を果たした。12月3日のチャンピオンズカップに7番人気で出走、2025年2月に定年を迎える河内調教師にとって残り少ないJRAGI制覇を期待する声もあったが、1着のレモンポップから3コンマ6秒離された14着惨敗。鞍上J.モレイラは「ダートに使うようになって初めて砂をかぶる競馬になり、それに抵抗してやる気がなくなっていました。びっくりしてリズムが乱れて進んで行かず、ベストを出せませんでした」とコメントし、アイコンテーラーの弱点が明らかとなった。

### 6歳（2024年）
2月24日のリステッド競走・仁川ステークスに武豊とコンビを組み、1番人気で出走。レースでは道中好位追走から直線でしぶとく脚を伸ばすもダイシンピスケスとウェルカムニュースの後塵を拝し3着となる。続く4月3日の川崎記念では2番手追走から2周目3コーナーで逃げるライトウォーリアに一旦は先頭に並びかけるも捕え切れず、またゴール前で中団から追い上げてきたグランブリッジにもかわされ3着に敗れる。5月8日のエンプレス杯では逃げるオーサムリザルトを2番手でマークしながら追走するも直線で一杯になり5着に終わる。秋に入り、10月1日に行われたレディスプレリュードでは2番手追走から直線で早めに先頭に立つもゴール前でグランブリッジに頭差で差し切られ2着となった。そして、連覇をかけて挑んだ11月4日のJBCレディスクラシックでは道中2番手で脚を溜めるも直線で失速して7着に敗れた。その後、東京大賞典に向けて調整されていたが、メンバー的に出走が難しく、他に適鞍もないことにより現役を引退。11月15日付けでJRAの競走馬登録を抹消された。引退後は生まれ故郷の畠山牧場で繁殖牝馬となる。

## 競走成績
以下の内容は、JBISサーチおよびnetkeiba.comに基づく。
| 競走日     | 競馬場 | 競走名                | 格    | 距離（馬場）  | 頭 数 | 枠 番 | 馬 番 | オッズ （人気） | 着順 | タイム （上り3F） | 着差 | 騎手        | 斤量 [kg] | 1着馬（2着馬）         | 馬体重 [kg] |
| ---------- | ------ | --------------------- | ----- | ------------- | ----- | ----- | ----- | --------------- | ---- | ----------------- | ---- | ----------- | --------- | ---------------------- | ----------- |
| 2020.11.01 | 京都   | 2歳新馬               |       | 芝1400m（良） | 18    | 6     | 11    | 077.3（14人）   | 12着 | R1:24.3（35.5）   | -1.3 | 0酒井学     | 54        | ララクリスティーヌ     | 466         |
| 0000.11.23 | 阪神   | 2歳未勝利             |       | 芝1600m（良） | 14    | 5     | 8     | 277.7（13人）   | 06着 | R1:35.7（34.2）   | -0.5 | 0鮫島克駿   | 54        | テーオーダヴィンチ     | 464         |
| 0000.12.19 | 阪神   | 2歳未勝利             |       | 芝1800m（良） | 18    | 7     | 15    | 105.9（11人）   | 07着 | R1:49.3（35.0）   | -1.1 | 0幸英明     | 54        | ショウナンアレス       | 468         |
| 2021.05.09 | 新潟   | 3歳未勝利             |       | 芝2000m（良） | 12    | 6     | 7     | 047.60（9人）   | 01着 | R2:04.6（37.2）   | -0.3 | 0亀田温心   | 53        | （マテンロウアレス）   | 456         |
| 0000.05.22 | 新潟   | 早苗賞                | 1勝   | 芝1800m（稍） | 9     | 8     | 8     | 010.90（5人）   | 01着 | R1:49.3（37.5）   | -0.3 | 0亀田温心   | 54        | （バガン）             | 456         |
| 0000.07.04 | 福島   | ラジオNIKKEI賞        | GIII  | 芝1800m（稍） | 16    | 6     | 12    | 038.7（13人）   | 08着 | R1:49.0（35.9）   | -1.0 | 0亀田温心   | 51        | ヴァイスメテオール     | 458         |
| 0000.09.19 | 中京   | ローズS               | GII   | 芝2000m（良） | 18    | 2     | 3     | 126.1（17人）   | 08着 | R2:00.7（34.7）   | -0.7 | 0亀田温心   | 54        | アンドヴァラナウト     | 458         |
| 0000.10.09 | 新潟   | 村上特別              | 2勝   | 芝1800m（良） | 8     | 5     | 5     | 003.20（3人）   | 01着 | R1:47.5（33.2）   | -0.3 | 0亀田温心   | 53        | （フローズンスタイル） | 464         |
| 0000.10.30 | 新潟   | 魚沼S                 | 3勝   | 芝2000m（良） | 9     | 4     | 4     | 002.20（1人）   | 01着 | R1:59.7（34.5）   | -0.2 | 0亀田温心   | 53        | （ミスミルドレッド）   | 464         |
| 2022.01.15 | 中京   | 愛知杯                | GIII  | 芝2000m（良） | 16    | 4     | 8     | 027.90（9人）   | 05着 | R2:01.3（35.1）   | -0.3 | 0亀田温心   | 51        | ルビーカサブランカ     | 474         |
| 0000.02.06 | 小倉   | 関門橋S               | OP    | 芝2000m（良） | 12    | 2     | 2     | 005.00（3人）   | 03着 | R2:00.8（34.7）   | -0.8 | 0亀田温心   | 53        | ダブルシャープ         | 472         |
| 0000.03.06 | 阪神   | 大阪城S               | L     | 芝1800m（良） | 12    | 5     | 6     | 006.50（4人）   | 03着 | R1:45.0（34.4）   | -0.2 | 0亀田温心   | 52        | アルサトワ             | 472         |
| 0000.05.08 | 新潟   | 新潟大賞典            | GIII  | 芝2000m（良） | 15    | 2     | 2     | 004.90（1人）   | 09着 | R1:58.4（35.6）   | -0.7 | 0亀田温心   | 52        | レッドガラン           | 466         |
| 0000.06.19 | 阪神   | マーメイドS           | GIII  | 芝2000m（良） | 16    | 5     | 10    | 013.90（9人）   | 11着 | R1:59.7（35.9）   | -1.4 | 0亀田温心   | 53        | ウインマイティー       | 470         |
| 0000.10.23 | 新潟   | 新潟牝馬S             | OP    | 芝2200m（稍） | 14    | 6     | 10    | 005.70（3人）   | 09着 | R2:15.2（35.3）   | -0.7 | 0亀田温心   | 54        | ホウオウエミーズ       | 464         |
| 0000.11.19 | 阪神   | アンドロメダS         | L     | 芝2000m（良） | 11    | 7     | 8     | 011.20（6人）   | 05着 | R1:59.9（35.9）   | -0.6 | 0和田竜二   | 52        | マテンロウレオ         | 474         |
| 0000.12.10 | 中京   | 中日新聞杯            | GIII  | 芝2000m（良） | 18    | 5     | 9     | 029.3（10人）   | 03着 | R1:59.5（34.9）   | -0.1 | 0菱田裕二   | 52        | キラーアビリティ       | 476         |
| 2023.01.14 | 中京   | 愛知杯                | GIII  | 芝2000m（重） | 15    | 7     | 13    | 014.90（7人）   | 02着 | R2:03.4（34.5）   | -0.3 | 0菱田裕二   | 53        | アートハウス           | 480         |
| 0000.05.20 | 東京   | メイS                 | OP    | 芝1800m（良） | 18    | 3     | 5     | 014.80（6人）   | 12着 | R1:45.9（34.9）   | -1.2 | 0菱田裕二   | 54        | サクラトゥジュール     | 474         |
| 0000.08.26 | 新潟   | BSN賞                 | L     | ダ1800m（良） | 13    | 8     | 12    | 020.70（8人）   | 01着 | R1:50.8（36.9）   | -0.3 | 0菱田裕二   | 54        | （ブルベアイリーデ）   | 474         |
| 0000.09.30 | 阪神   | シリウスS             | GIII  | ダ2000m（良） | 14    | 5     | 7     | 005.20（2人）   | 02着 | R2:04.6（37.6）   | -0.2 | 0団野大成   | 55.5      | ハギノアレグリアス     | 474         |
| 0000.11.03 | 大井   | JBCレディスクラシック | JpnI  | ダ1800m（良） | 12    | 4     | 4     | 002.80（1人）   | 01着 | R1:52.9（38.6）   | -0.8 | 0松山弘平   | 55        | （グランブリッジ）     | 477         |
| 0000.12.03 | 中京   | チャンピオンズC       | GI    | ダ1800m（良） | 15    | 8     | 14    | 018.30（7人）   | 14着 | R1:54.1（40.2）   | -3.5 | 0J.モレイラ | 56        | レモンポップ           | 506         |
| 2024.02.24 | 阪神   | 仁川S                 | L     | ダ2000m（稍） | 16    | 8     | 16    | 003.00（1人）   | 03着 | R2:04.9（38.4）   | -0.1 | 0武豊       | 57        | ダイシンピスケス       | 476         |
| 0000.04.03 | 川崎   | 川崎記念              | JpnI  | ダ2100m（重） | 11    | 6     | 7     | 009.10（4人）   | 03着 | R2:15.5（39.9）   | -0.0 | 0松山弘平   | 55        | ライトウォーリア       | 467         |
| 0000.05.08 | 川崎   | エンプレス杯          | JpnII | ダ2100m（稍） | 12    | 6     | 7     | 003.30（2人）   | 05着 | R2:15.4（40.0）   | -0.9 | 0松山弘平   | 55        | オーサムリザルト       | 475         |
| 0000.10.01 | 大井   | レディスプレリュード  | JpnII | ダ1800m（良） | 7     | 5     | 5     | 002.70（2人）   | 02着 | R1:53.2（37.2）   | -0.0 | 0松山弘平   | 57        | グランブリッジ         | 475         |
| 0000.11.04 | 佐賀   | JBCレディスクラシック | JpnI  | ダ1860m（良） | 11    | 7     | 9     | 002.70（2人）   | 07着 | R2:01.0（37.0）   | -1.4 | 0松山弘平   | 55        | アンモシエラ           | 482         |

## 血統表
| アイコンテーラーの血統        | アイコンテーラーの血統                | アイコンテーラーの血統        | （血統表の出典）              | （血統表の出典）  |
| 父系                          | キングマンボ系                        | キングマンボ系                | キングマンボ系                |                   |
| 父 ドゥラメンテ 2012 鹿毛     | 父の父キングカメハメハ 2001 鹿毛      | Kingmambo                     | Mr. Prospector                | Mr. Prospector    |
| 父 ドゥラメンテ 2012 鹿毛     | 父の父キングカメハメハ 2001 鹿毛      | Kingmambo                     | Miesque                       |                   |
| 父 ドゥラメンテ 2012 鹿毛     | 父の父キングカメハメハ 2001 鹿毛      | *マンファス                   | *ラストタイクーン             | *ラストタイクーン |
| 父 ドゥラメンテ 2012 鹿毛     | 父の父キングカメハメハ 2001 鹿毛      | *マンファス                   | Pilot Bird                    |                   |
| 父 ドゥラメンテ 2012 鹿毛     | 父の母アドマイヤグルーヴ 2000 鹿毛    | *サンデーサイレンス           | Halo                          | Halo              |
| 父 ドゥラメンテ 2012 鹿毛     | 父の母アドマイヤグルーヴ 2000 鹿毛    | *サンデーサイレンス           | Wishing Well                  |                   |
| 父 ドゥラメンテ 2012 鹿毛     | 父の母アドマイヤグルーヴ 2000 鹿毛    | エアグルーヴ                  | *トニービン                   | *トニービン       |
| 父 ドゥラメンテ 2012 鹿毛     | 父の母アドマイヤグルーヴ 2000 鹿毛    | エアグルーヴ                  | ダイナカール                  |                   |
| 母 ボイルトウショウ 2011 栗毛 | 母の父*ケイムホーム 1999 黒鹿毛       | Gone West                     | Mr. Prospector                | Mr. Prospector    |
| 母 ボイルトウショウ 2011 栗毛 | 母の父*ケイムホーム 1999 黒鹿毛       | Gone West                     | Secrettame                    |                   |
| 母 ボイルトウショウ 2011 栗毛 | 母の父*ケイムホーム 1999 黒鹿毛       | Nice Assay                    | Clever Trick                  | Clever Trick      |
| 母 ボイルトウショウ 2011 栗毛 | 母の父*ケイムホーム 1999 黒鹿毛       | Nice Assay                    | *インフルヴユー               |                   |
| 母 ボイルトウショウ 2011 栗毛 | 母の母*ミッドナイトオアシス 2000 鹿毛 | Java Gold                     | Key to the Mint               | Key to the Mint   |
| 母 ボイルトウショウ 2011 栗毛 | 母の母*ミッドナイトオアシス 2000 鹿毛 | Java Gold                     | Javamine                      |                   |
| 母 ボイルトウショウ 2011 栗毛 | 母の母*ミッドナイトオアシス 2000 鹿毛 | Northernette                  | Northern Dancer               | Northern Dancer   |
| 母 ボイルトウショウ 2011 栗毛 | 母の母*ミッドナイトオアシス 2000 鹿毛 | Northernette                  | South Ocean                   |                   |
| 母系(F-No.)                   | (FN:4-j)                              | (FN:4-j)                      | (FN:4-j)                      |                   |
| 5代内の近親交配               | Mr. Prospector 4×4 ＝ 12.50％         | Mr. Prospector 4×4 ＝ 12.50％ | Mr. Prospector 4×4 ＝ 12.50％ |                   |
| 出典                          | 1.                                    | 1.                            | 1.                            | 1.                |

- 伯父に2007年アルゼンチン共和国杯勝ち馬のトウショウナイトがいる。
- 三代母Northernetteはカナディアンオークスの勝ち馬。全弟にストームバードがいる。